# WSE
Motorradwerk W. S. Elsel (WSE) was een fabrikant van motorfietsen, gevestigd in het Duitse Görlitz. Het bedrijf maakte in 1924 en 1925 eigen 249cc-zijklepmotoren die ook als clip-on motor verkocht werden.

## Ontstaan
In de eerste helft van de jaren twintig ontstonden er in Duitsland veel kleine motorfietsmerken. Veelal waren dit bedrijven die tijdens de Eerste Wereldoorlog producten voor de oorlogsindustrie gemaakt hadden en nieuwe emplooi zochten. In het naoorlogse Duitsland, getroffen door de herstelbetalingen, was een groeiende behoefte aan goedkoop vervoer, en velen sprongen daarop in door lichte motorfietsen te gaan produceren. In het algemeen werden dan inbouwmotoren aangeschaft die in zelfgebouwde frames gehangen werden, maar de firma Eisel ontwikkelde een eigen zijklepper die ook op een fiets kon worden gemonteerd.
Door de enorme aantallen nieuwe motorfietsfabrikanten waren ze bijna allemaal veroordeeld tot een klantenkring in de regio en de overlevingskans was dan ook klein. Hoewel de startdatum van al deze kleine Duitse merken verschilt vanaf ca. 1921, was 1925 kennelijk een zeer moeilijk jaar, waarin ten minste 150 Duitse merken ter ziele gingen. Dat was ook het lot van WSE.